# Pamětní (Mobilizační) kříž 1912/1913
Pamětní (Mobilizační) kříž 1912/13, byl založený císařem Františkem Josefem I. 19. června 1913, jako odměna příslušníkům armády, kteří byli v aktivní službě během Balkánských válek 1912-1913, v jednom stupni.
Tato dekorace existuje ve dvou variantách:
- 1. varianta – ražba letopočtů je plasticky pozitivní (číslice jsou vystouplé)

- 2. varianta – ražba letopočtů je negativní (číslice jsou vtlačeny do povrchu)

Kříž je ražený z bronzu a má rozměr 34-35 mm.